# Mount Birdwood
Mount Birdwood är ett berg i Kanada.   Det ligger i provinsen Alberta, i den centrala delen av landet, 3 000 km väster om huvudstaden Ottawa. Toppen på Mount Birdwood är 3 097 meter över havet.
Terrängen runt Mount Birdwood är huvudsakligen bergig, men den allra närmaste omgivningen är kuperad.Trakten runt Mount Birdwood är nära nog obefolkad, med mindre än två invånare per kvadratkilometer.. Det finns inga samhällen i närheten. 
Trakten runt Mount Birdwood består i huvudsak av gräsmarker.